# 君逸山
君逸山（英語：Carmel On The Hill），是香港九龍城區何文田的一個私人屋苑，位於九龍十二號山迦密村街9號，毗鄰俊民苑及愛民邨。屋苑合共有188個單位
，落成日期為2004年。而佔地2,131平方米的商用樓層則於2003年建成。居住在屋苑東面的住戶可遠眺鯉魚門的海景、南面的可遠眺灣仔海景、西面的可遠眺中環、上環的海景、北面的可遠眺九龍塘及獅子山的風景。

## 商場
君逸山商場設在君逸山地下及1樓，總樓面面積約2.3萬平方呎，租客為維多利亞（何文田）國際幼兒園。2017年，恆隆地產以2億港元出售君逸山商場，由新世界發展相關人士購入。

## 停車場
君逸山樓高31層，其中設有4層合共2,131平方米的商用（商場）及停車場平台。

## 交通
君逸山地理位置毗鄰俊民苑及愛民邨，坐處孝民街與迦密村街交界，往何文田站站口至少需要十至十五分鐘，可乘坐109、17、8、7B或E21A巴士或搭乘港鐵屯馬綫、觀塘綫前往

## 鄰近建築
- 維多利亞幼稚園 何文田
- 何文田政府合署
- 俊民苑
- 愛民邨
- 香港都會大學

## 外部連結
- 君逸山  Carmel On The Hill （页面存档备份，存于）